# 曼斯泰
曼斯泰（法語：Munster，法語發音：[mœ̃stɛʁ] ⓘ）是法国上莱茵省的一个市镇，位于该省西部，属于科尔马-里博维莱区。

## 地理
曼斯泰（48°2'29"N, 7°8'3"E）面积8.64 平方千米，位于法国大東部大區上莱茵省，该省份为法国东部内陆省份，是阿尔萨斯的一部分，今与下莱茵省组成了阿尔萨斯欧洲集体，其北临下莱茵省，西接孚日省，西南接贝尔福地区省，东侧沿莱茵河与德国相望，南与瑞士接壤。
与曼斯泰接壤的市镇（或旧市镇、城区）包括：格里斯巴克欧瓦勒、埃什巴克欧瓦勒、甘斯巴克、奥罗德、什托斯维尔、吕唐巴克普雷曼斯泰。
曼斯泰的时区为UTC+01:00、UTC+02:00（夏令时）。

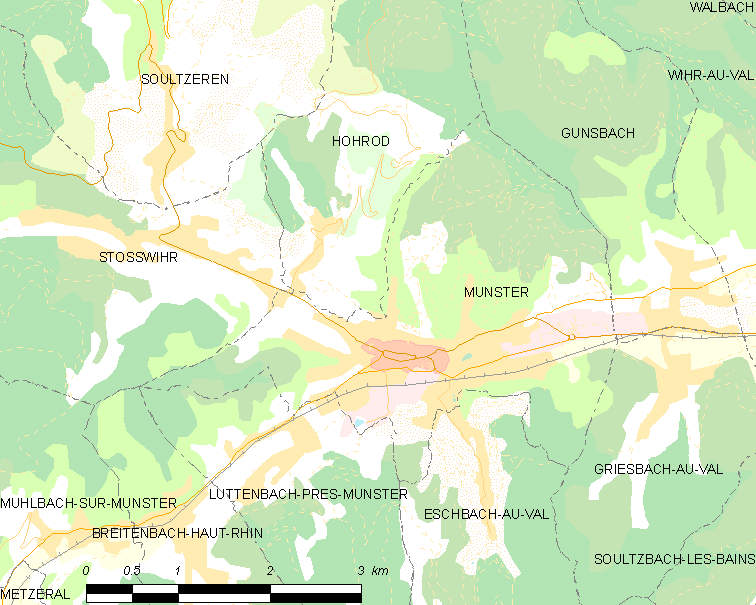
曼斯泰的OSM定位图

## 行政
曼斯泰的邮政编码为68140，INSEE市镇编码为68226。

## 政治
曼斯泰所属的省级选区为温策奈姆县。

## 人口

1962-2008年间曼斯泰人口变化图示

曼斯泰于2022年1月1日时的人口数量为4709人。